# Renaissance World Tour
Il Renaissance World Tour è  stato l'ottavo tour di concerti della cantautrice statunitense Beyoncé, a supporto del suo settimo album in studio  Renaissance (2022).
La cantante è tornata ad esibirsi negli stadi dopo l'On the Run II Tour del 2018, intrapreso insieme al marito Jay-Z. Si tratta, inoltre, del primo tour da solista a sette anni di distanza dal precedente Formation World Tour.
Il tour è stato acclamato dalla critica musicale, che ha elogiato la spettacolarità della produzione, delle scenografie e la prestazione di Beyoncé, sia dal punto di vista vocale che di presenza scenica. Il Renaissance World Tour è divenuto l'ottavo tour di maggior successo nella storia e il tour di un'artista donna di maggior successo nella storia secondo gli archivi di Boxscore di Billboard, sino all'ottobre 2023, oltre che il tour che ha incassato di più sia per un'artista R&B che per un'artista donna afroamericana.
Dal concerto è stato tratto il film documentario Renaissance: a film by Beyoncé diretto dalla stessa cantante.

## Antefatti
Il tour è stato annunciato informalmente il 23 ottobre 2022 in occasione dell'Wearable Art Gala, quando due tickets con vantaggi esclusivi sono stati venduti a 50mila dollari come raccolta fondi a supporto del "WACO Theatre". La cantante ha poi ufficializzato la decisione di tenere un tour mondiale tramite il suo account Instagram ufficiale il 1º febbraio 2023.
Nell'aprile del 2023, Beyoncé ha affittato il più grande stadio coperto d'Europa, la Paris La Défense Arena a Parigi, per le prove del tour.

## Produzione

### Scenografia e allestimento del palco
L'allestimento consiste in due palchi separati collegati da un'ampia rampa: un palco con una cavità circolare con al centro di un gigantesco schermo piatto; mentre il secondo è suddiviso in una struttura circolare che circonda la cosiddetta sezione VIP "Club Renaissance", con un'estensione della rampa verso il centro dello stadio. Il palco è inoltre caratterizzato da sculture monumentali e vasche metalliche, cavalli in metallo, braccia robotiche, effetti pirotecnici e tecnologia a raggi ultravioletti. Es Devlin Studio e Stufish Entertainment Architects si sono occupati della progettazione del palco insieme a Beyoncé e al suo team creativo della Parkwood Entertainment, richiedendo un tempo di preparazione di richiesto circa 18 mesi.
Khirye Tyler e Dammo Farmer sono accreditati come direttori musicali del tour, con Damien Smith a capo della produzione musicale. Il produttore Amorphous ha assistito agli arrangiamenti musicali del tour. La compositrice Emily Bear è la pianista principale del tour.

## Costumi
Nel corso del tour Beyoncé, coristi e i membri del corpo di ballo hanno indossato differenti abiti sia nei differenti segmenti del singolo spettacolo che date del tour, selezionati dalla stessa cantante con la styling Shiona Turini, spesso onorando gli stilisti locali a ogni tappa del tour, indossando Jacquemus a Marsiglia, Robert Wun e Stella McCartney a Londra, Iris van Herpen ad Amsterdam e un design Fendi ispirato all'artista Antonio Lopez a Barcellona. Il guardaroba del tour comprende capi disegnati e realizzati da Alexander McQueen, Anrealage, André Courrèges, Balmain David Koma, Thierry Mugler, Dolce & Gabbana, Valentino, Gucci, Alberta Ferretti, Paco Rabanne e Carolina Herrera. Nel corso del concerto del 18 giugno ad Amsterdam, Beyoncé ha celebrato il Juneteenth indossando esclusivamente stilisti neri, tra cui Feben, Maximilian Davis per Ferragamo, Olivier Rousteing, Ib Kamara per Off-White, LaQuan Smith e la sua stessa collezione Ivy Park.

## Sinossi
Lo spettacolo dura circa due ore e mezza, strutturato in sei atti distinti in cui Beyoncé esegue la maggior parte delle canzoni di Renaissance nell'ordine dell'album, intervallate da brani di tutto il suo catalogo. Quando il pubblico entra nello stadio, i colori della bandiera del Progress Pride LGBT vengono visualizzati sullo schermo sotto forma di barre colorate SMPTE. Tra le scenografie e i cambi di costume, sullo schermo LED vengono proiettati videoclip tratti dai video musicali di Beyoncé e dagli intermezzi dei tour passati, oltre a nuove immagini girate appositamente per il tour e ai video musicali inediti per l'album di accompagnamento.

### Opening Act
Eseguito dalla stessa Beyoncé, che canta ballate R&B dei primi anni della sua discografia. Sullo schermo vengono proiettate nuvole rosa, mentre l'immagine di un cartellone luminoso si alza, formando un'immagine di Beyoncé in una posa simile alla Venere dormiente di Giorgione. La cantante sale sul palco principale per eseguire Dangerously in Love 2 e dà il benvenuto al pubblico. Di seguito esegue Flaws and All, 1+1 e la cover di I'm Going Down di Rose Royce, concludendo l'atto con l'esecuzione di I Care.

### Renaissance

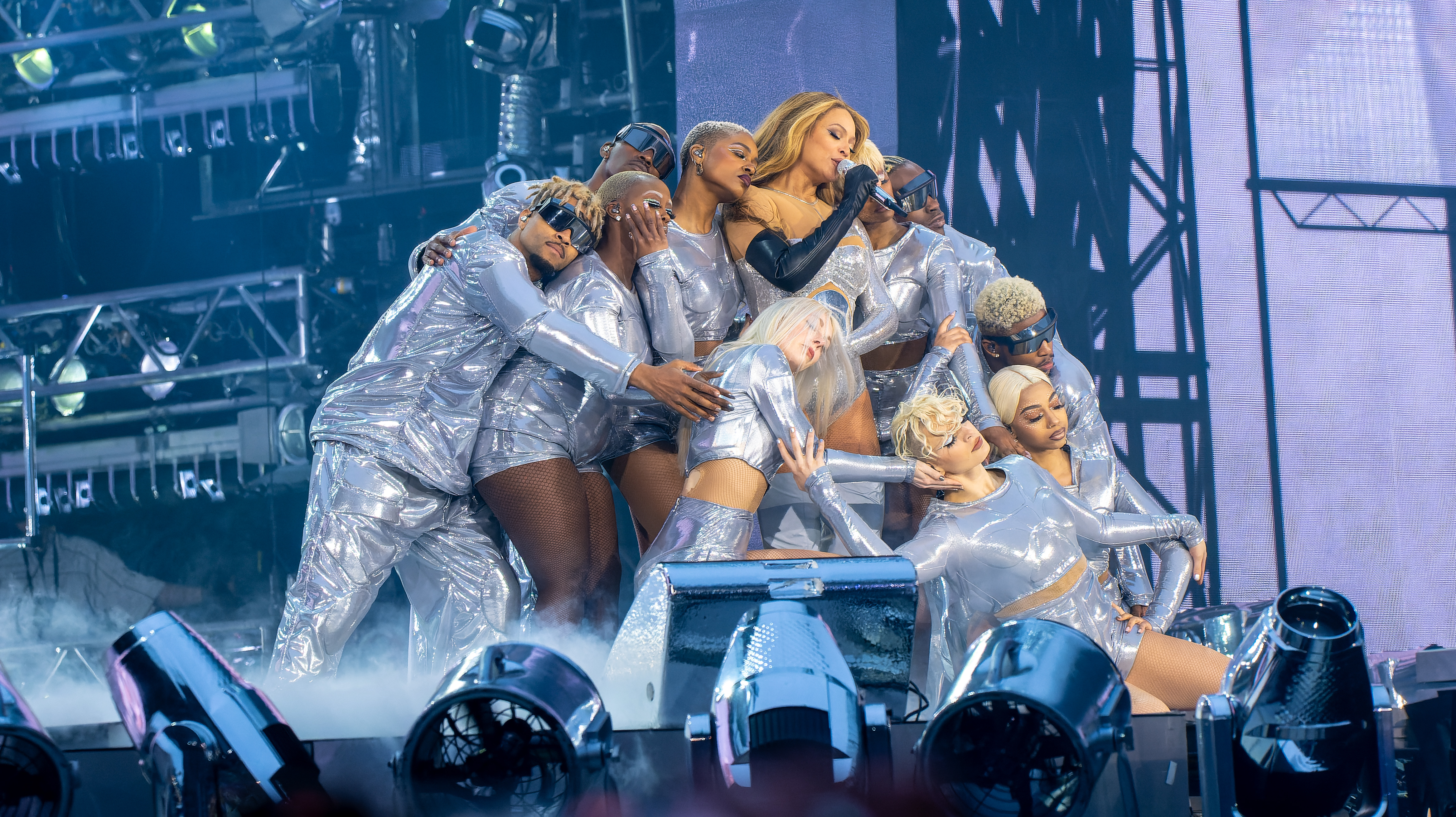
Beyoncé durante Alien Superstar

Un breve interludio visivo segna l'atto successivo, definito «Renaissance», mostrando un montaggio di viaggi intergalattici e macchine robotiche che ricordano il film di fantascienza Metropolis di Fritz Lang del 1927. Questo segmento dello show a tema robotico è intervallato da intermezzi raccontati dal ballerino di vogueing Kevin JZ Prodigy. Terminato l'interludio, Beyoncé esegue il primo brano di Renaissance, I'm That Girl. Beyoncé esegue poi Cozy con due braccia meccaniche che reggono cornici rettangolari argentate e che interagiscono con lei mentre balla. Esegue poi Alien Superstar, con interpolazioni tratte da Sweet Dreams, seguita da Lift Off. Al termine della canzone il duo di ballerini francesi Les Twins esegue una coreografia sulle note di 7/11.

### Motherboard

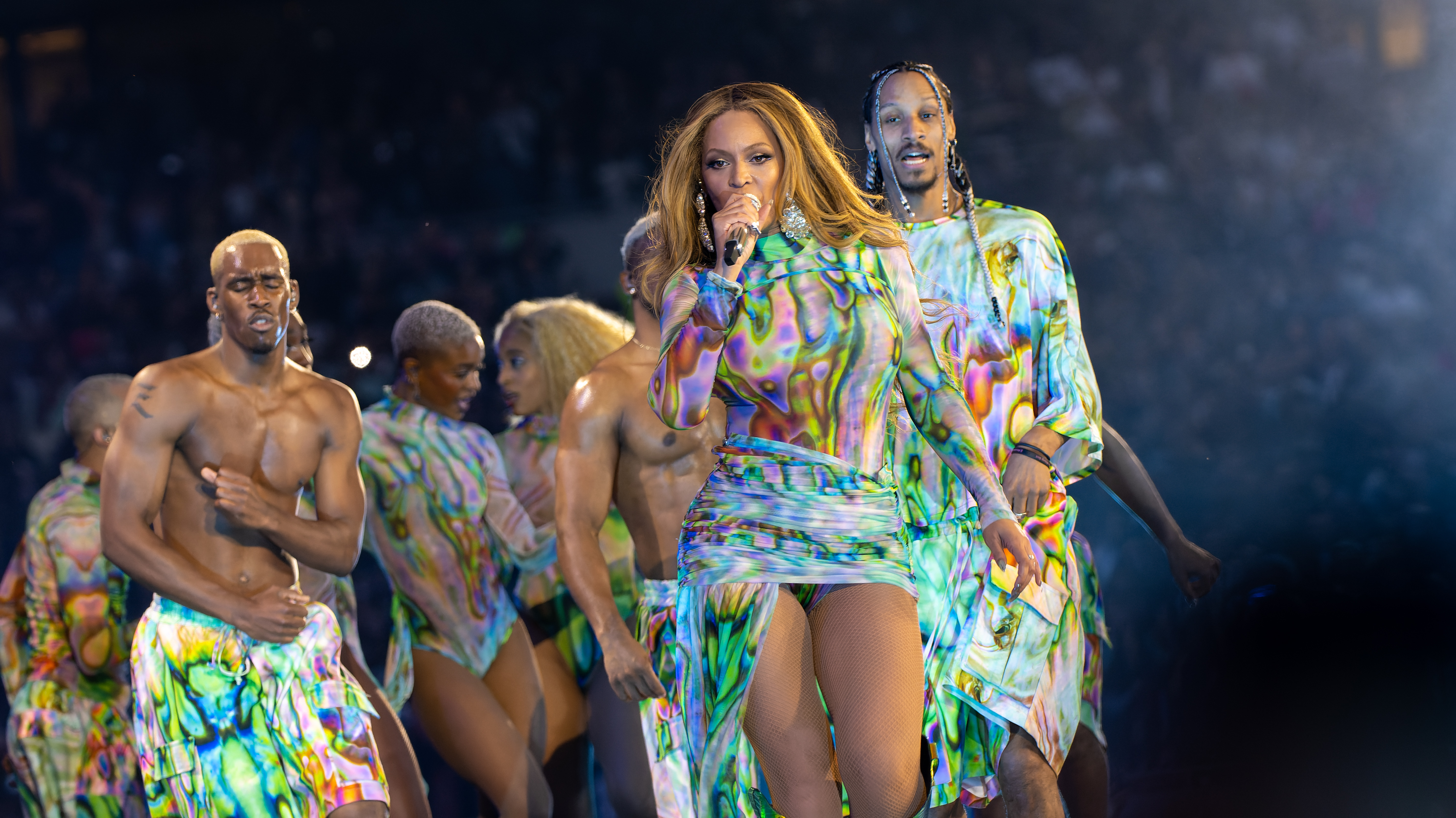
Beyoncé durante Break My Soul

Il terzo atto è tematicamente assimilato ad una festa che inizia con l'esecuzione di Cuff It  e il suo remix dalla scalinata posta all'interno della cupola al centro del palcoscenico. Dopo aver raggiunto il palco secondario circolare nel centro dell'arena, Beyoncé e i suoi ballerini eseguono Energy e un mashup di Break My Soul con il suo remix con Vogue. Per quest'ultima canzone, un enorme busto di cavallo artificiale viene fatto uscire dalla cupola centrale e portato sul palco antecedente.

### Opulence

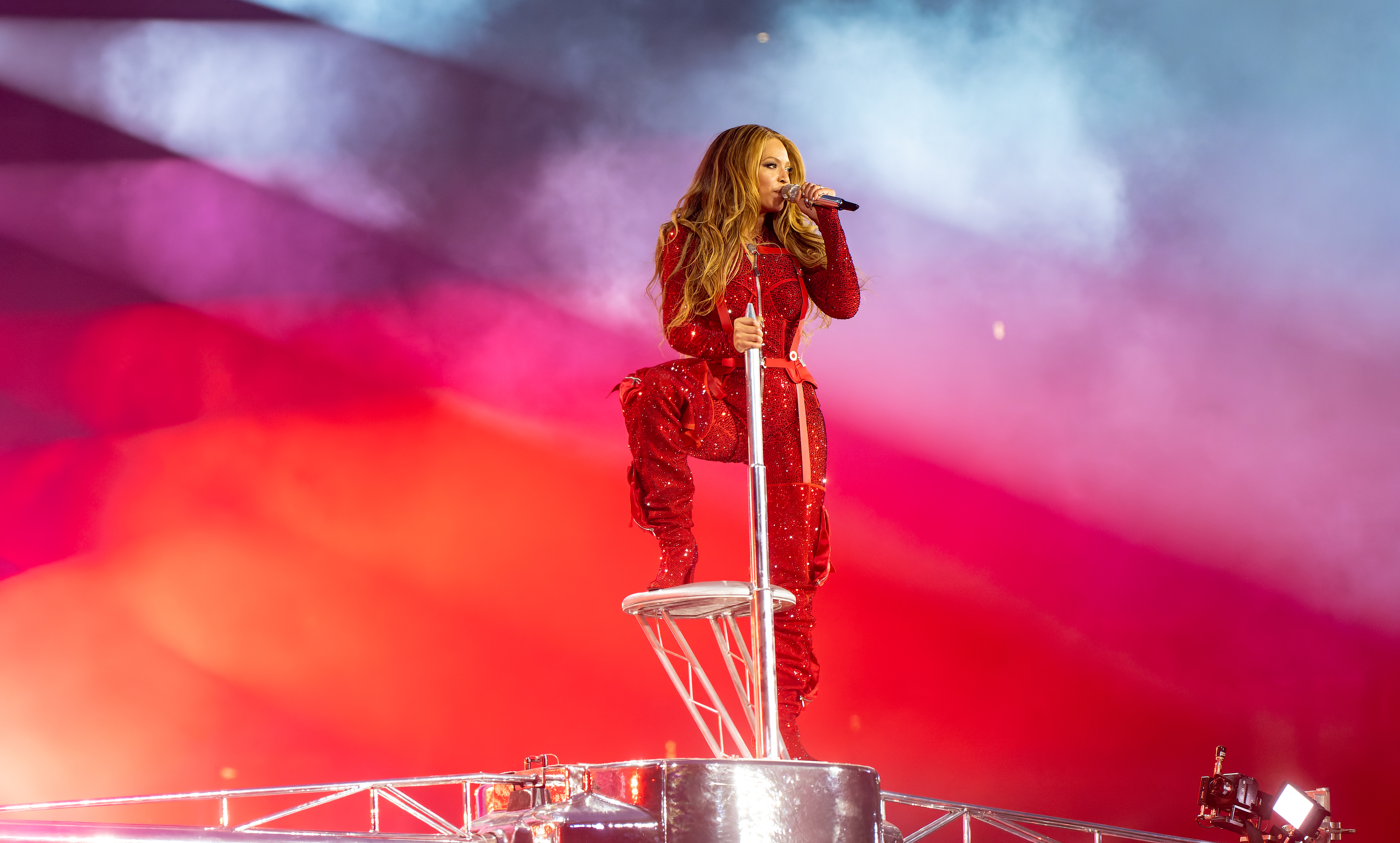
Beyoncé durante Black Parade

L'atto successivo, «Opulence», ha come tema l'esercito. Questa sezione inizia con Formation, seguita da Diva, la cui coreografia fa riferimento al ballo virale del rapper Lil Uzi Vert su TikTok, e da Run the World (Girls) sulla rampa del palco al centro. L'artista esegue due brani tratti da The Lion King: The Gift, rispettivamente My Power, mentre di dirige verso il backstage, per poi rientrare in cima a un carro armato argentato per eseguire Black Parade. Rimanendo sul carro armato, esegue Savage (Remix) e Partition, dopodiché il carro armato esce dal palco, chiudendo la sezione. A partire dallo spettacolo di Parigi del 26 maggio 2023, la figlia maggiore della cantante Blue Ivy Carter partecipa come ballerina nelle coreografie nell'interludio dei brani My Power e Black Parade.

### Anointed
Dopo un interludio che apre la quinta sezione del tour a tema religioso, dove Beyoncé emerge dalla cupola con una veste completamente bianca che viene colpita da una luce ultravioletta per rivelare un motivo colorato che evoca un vetro colorato, che viene poi rimosso per l'esecuzione di "Church Girl", Get Me Bodied e Before I Let Go. I coristi e i ballerini appaiono sul palco per accompagnare Rather Die Young, Love on Top, cantando gli ultimi due cambi di tonalità a cappella insieme al pubblico, prima di passare a Crazy in Love, durante la quale i ballerini sono vestiti con canottiera bianca e jeans denim, ricreando l'abbigliamento di Beyoncé nel video musicale originario.

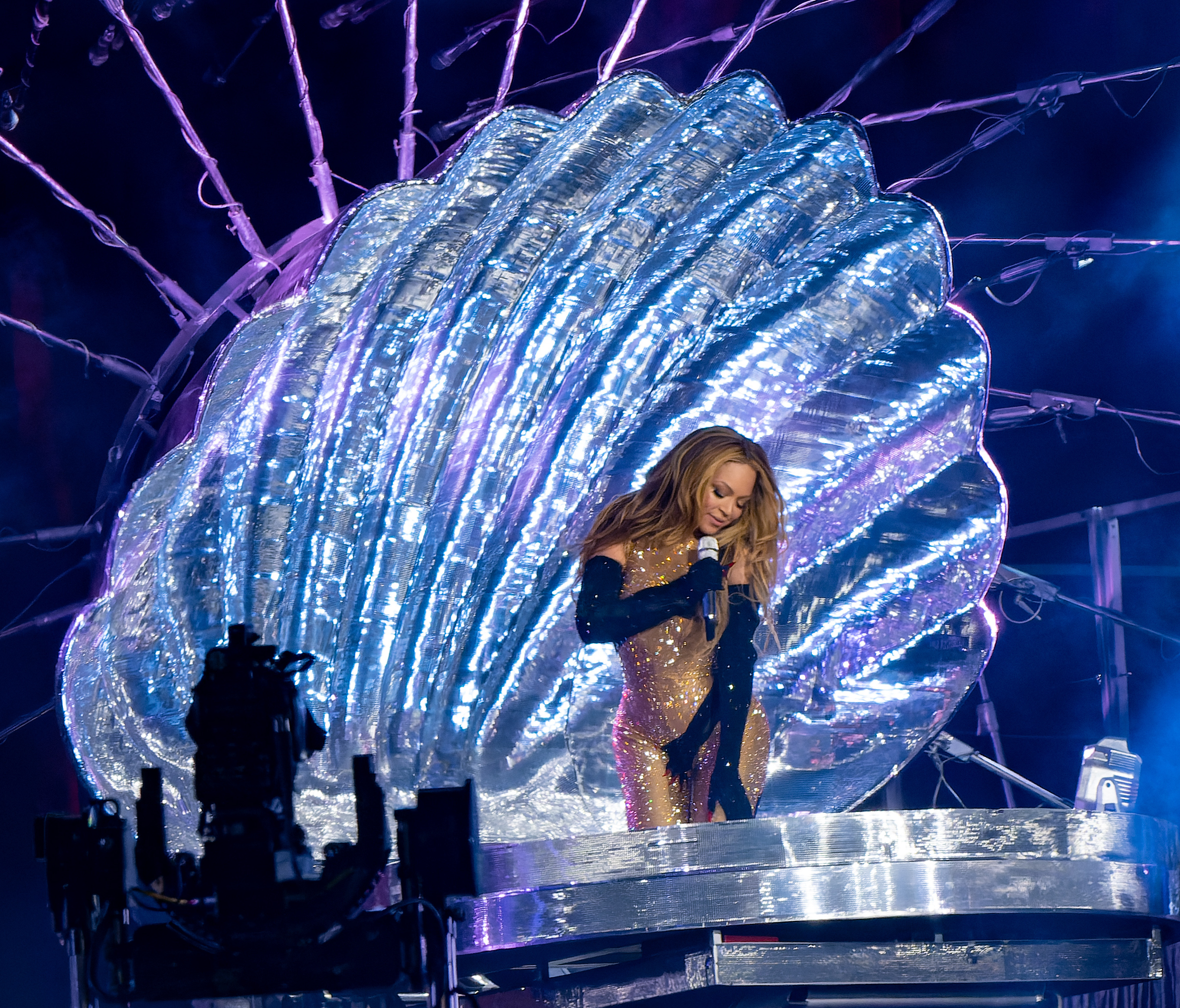
Beyoncé durante Plastic Off The Sofa

Dopo che il coro della band esegue una reinterpretazione di Love Hangover di Diana Ros, Beyoncé ritorna per esibirsi in un numero a tema sottomarino. Questa sezione è caratterizzata da una palla da discoteca sovradimensionata sospesa sopra la folla. Beyoncé si rivela all'interno di una conchiglia, che ricorda la Nascita di Venere di Botticelli, eseguendo in ordine Plastic Off The Sofa e un mash-up di Virgo's Groove con Naughty Girl, durante il quale Beyoncé include anche frammenti di alcune sue canzoni soliste e con le Destiny's Child, tra cui Say My Name e Dance for You. La cantante si sposta per eseguire Move sul palco al centro con una coreografia insieme ai suoi ballerini. Successivamente canta Heated tra braccia robotiche che sventolano ventagli attorno alla cantante, mentre è posta in un cerchio di microfoni. L'artista esce quindi dal palco mentre le Les Twins eseguono una pausa di danza su Already.
Come esclusiva della serata di apertura della data del 10 maggio 2023 a Stoccolma, Beyoncé si è poi esibita in una sezione speciale a tema provocatorio comprendente Thique, All Up in Your Mind e Drunk in Love. L'esibizione di Thique è stata accompagnata da un enorme seno gonfiabile e ha interpolato un campione di Toxic come omaggio a Britney Spears, mentre l'esibizione di Drunk in Love ha incluso fuochi d'artificio e una seducente pole dance, e si è conclusa con Beyoncé sollevata sopra il palco centrale su una torre motorizzata.

### Mind Control

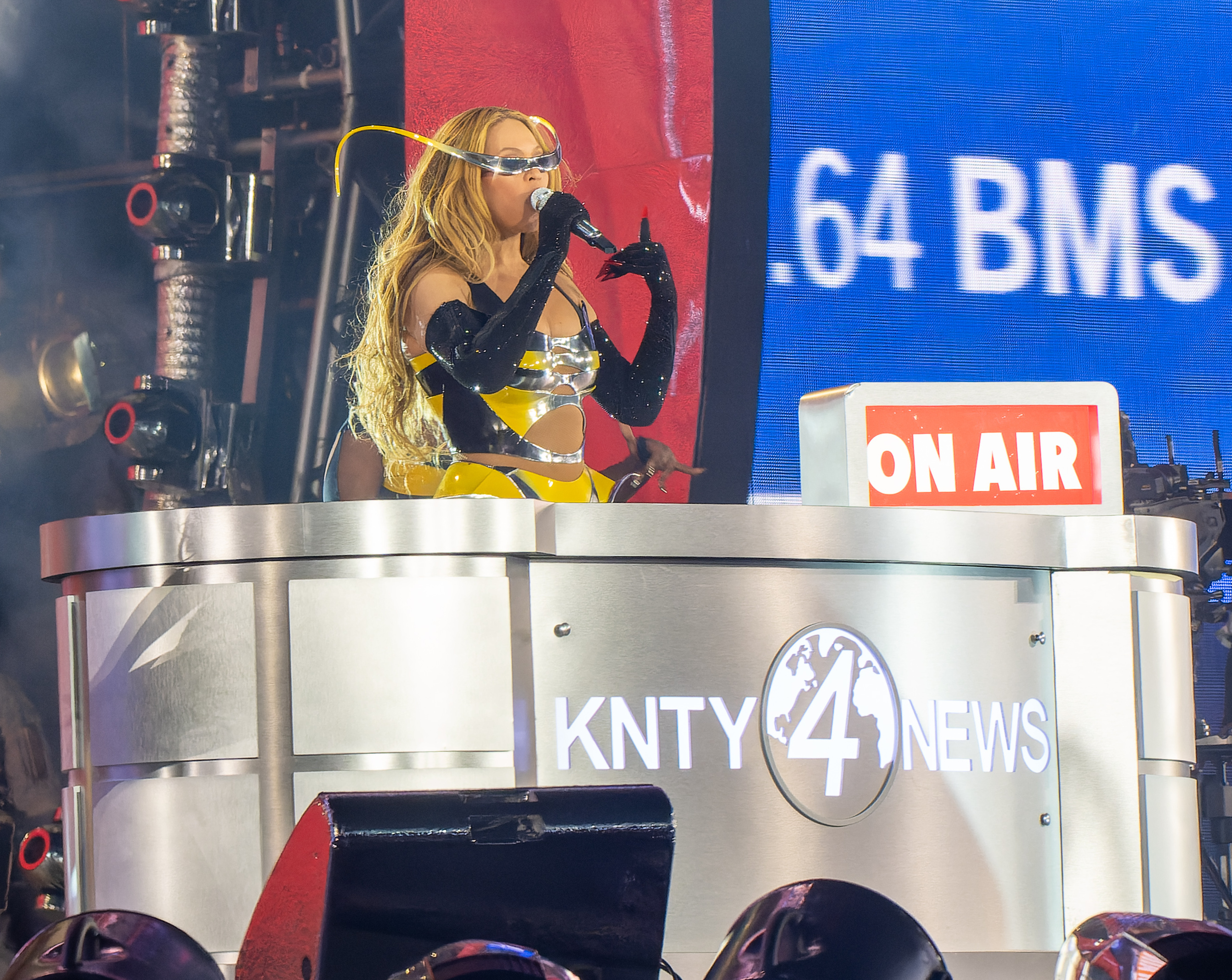
Beyoncé durante America Has a Problem

Il penultimo atto è una parodia di un telegiornale: Beyoncé appare vestita con un costume di alta moda ispirato alle api, in riferimento alla sua fanbase denominata Beyhive, e con una scrivania che simula una stazione di notizie fittizia intitolata KNTY 4 NEWS con la proiezione sullo sfondo di dati relativi al mercato finanziario. Beyoncé si esibisce in America Has a Problem e poi in Pure/Honey tenendo in mano una fotocamera fish-eye per selfie, ed esce dal palco mentre i suoi ballerini si esibiscono in una battaglia da vogueing e break dance.

### Encore

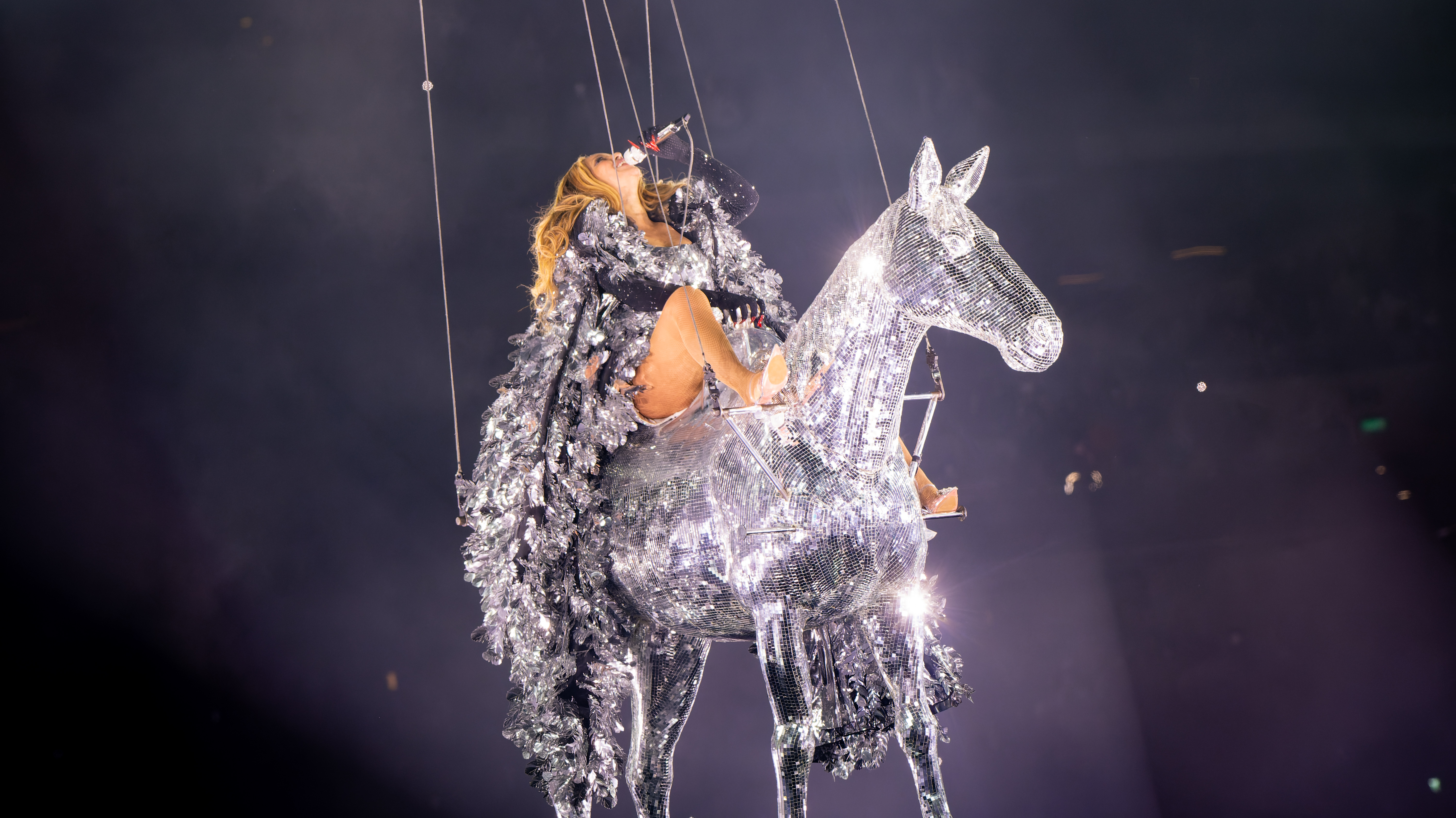
Beyoncè durante Summer Renaissance

Beyoncé torna seduta in cima ad una scultura a forma di cavallo traslucido a grandezza naturale, indossando un abito argentato scintillante per eseguire Summer Renaissance. Il cavallo viene sollevato sopra la folla e fa volare Beyoncé in cerchio, mentre coriandoli argentati vengono rilasciati nello stadio. Poi ringrazia la folla e esce dal palco mentre sullo schermo viene lasciata una foto di sua madre Tina Knowles e di suo cugino Jonny, una delle principali fonti di ispirazione per le sonorità nere e queer dell'album Renaissance.

## Successo commerciale

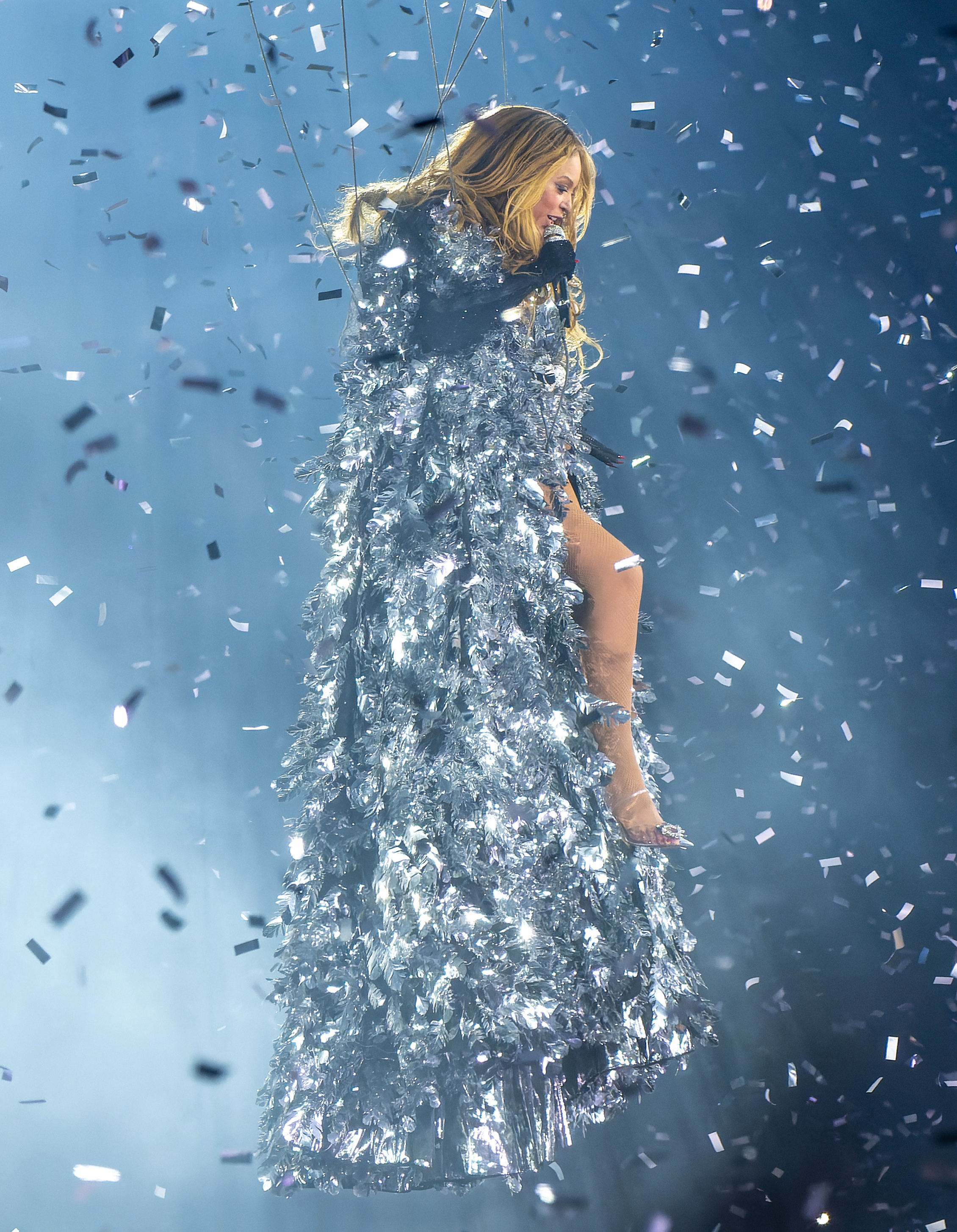
Renaissance World Tour è divenuto il tour di maggior successo della carriera di Beyoncé, nonché il tour di maggior successo di un'artista donna.

Il tour ha raggiunto la vetta della classifica Top Tour di Billboard nei mesi di maggio e luglio 2023. Secondo Billboard Boxscore, il Renaissance World Tour ha guadagnato 127,6 milioni di dollari nel corso di 11 spettacoli tra l'8 e il 30 luglio, affermando di essere il più grande incasso di un mese per qualsiasi artista da quando gli archivi di Boxscore hanno iniziato a raccogliere dati dalla metà degli anni Ottanta. Nell'agosto del 2023, il Renaissance World Tour ha incassato 179,3 milioni di dollari, superando il suo precedente record.
Al 31 agosto 2023, Billboard ha riportato che il Renaissance World Tour ha incassato 580 milioni di dollari, diventando il settimo tour con il maggiore incasso nella storia e il tour di un'artista donna con il maggiore incasso nella storia dagli archivi di Boxscore, superando il Sticky & Sweet Tour di Madonna; successivamente il tour è stato superato nelle vendite dal The Eras Tour di Taylor Swift, divenendo il secondo tour per incasso di un'artista donna e l'ottavo nella classifica generale. Inoltre è diventando il tour di Beyoncé che ha incassato di più, superando il precedente The Formation World Tour, il tour che ha incassato di più sia per un'artista R&B che per un'artista donna afromaericana.

### Previsioni
Rolling Stone ha descritto il Renaissance World Tour come uno dei più attesi e richiesti tour in memoria recente. Billboard ha previsto un fatturato superiore a 300 milioni di dollari senza alcuna data aggiuntiva, rendendolo il tour di maggior successo della carriera della cantante. Secondo Ticketmaster la richiesta ha superato dell'800% la disponibilità di biglietti nelle date di Toronto, Chicago, East Rutherford, Summerfield, Atlanta, Inglewood e Houston, portando all'aggiunta immediata di altre tappe. Nonostante ciò, secondo Live Nation, la maggioranza dei fans non sarà comunque in grado di procurarsi tickets per gli show.

### Prevendita
La prima prevendita, tenutasi il 2 febbraio esclusivamente per i clienti di Telefónica O2, ha ricevuto un'accoglienza straordinariamente positiva, causando il "crush" del sito adibito dalla società al commercio dei tickets per l'occasione. Più di 200mila persone hanno tentato di acquistare, durante la prevendita nel già citato sito, i 7000 biglietti disponibili per le date londinesi. L'incidente ha causato numerose lamentele da parte dei fans, portando l'organizzazione a pubblicare un messaggio nel quale si assicurava si stesse lavorando a risolvere il problema.
Durante la prevendita generale organizzata da Live Nation il 3 febbraio, più di 3 milioni di persone hanno tentato di acquistare i biglietti per le date britanniche, svedesi, francesi e polacche, causando il "crushing" di Ticketmaster. Nei primi minuti di disponibilità dei biglietti oltre 400mila persone hanno tentato di acquistare i biglietti per gli show londinesi, numero poi cresciuto sino a raggiungere gli 800mila. Inoltre più di 650mila persone hanno tentato di acquistare i tickets per la data di Edimburgo. Lì i prezzi per eventuali prenotazioni sono cresciuti del 360% per le date coincidenti ai concerti. In Francia, invece, più di 260mila persone hanno tentato di comprare i biglietti per le date parigine.

### Vendita generale
Milioni di persone hanno tentato di acquistare i biglietti per le date londinesi, portando il sito di Ticketmaster, nuovamente, al "crush". Dopo una straordinaria richiesta (più di 370mila persone) per le due date londinesi, sono state aggiunte prima una terza, una quarta, e, infine, una quinta data. Tutte le camere disponibili di più del 90% degli alberghi nelle prossimità del Tottenham Hotspur Stadium sono state prenotate per le date del tour, e nella stessa area il prezzo delle camere è cresciuto del 600%.
Le date a Parigi e Marsiglia sono andate in sold out in pochissimi minuti, mentre nel tentativo di centinaia di migliaia di fans di acquistare i biglietti per lo Stade de France, il sito è andato in crush. Secondo una delle personalità che gestisce lo Stadio Vélodrome la richiesta per le date del tour non si manifestava da un decennio. Alle date a Varsavia, Stoccolma e Amsterdam, ne sono state aggiunte altre grazie alla straordinaria richiesta.

## BeyGOOD
Come avvenuto in occasione dei suoi altri tour mondiali, Beyoncé supporterà gli strati della popolazione maggiormente afflitti dalla povertà e da numerosi altri disagi nelle città che visiterà tramite la sua fondazione a scopo di beneficenza BeyGOOD. Negli Stati Uniti, inoltre, verranno distribuiti biglietti per delle iniziative di alcune comunità locali.

## Accoglienza e impatto

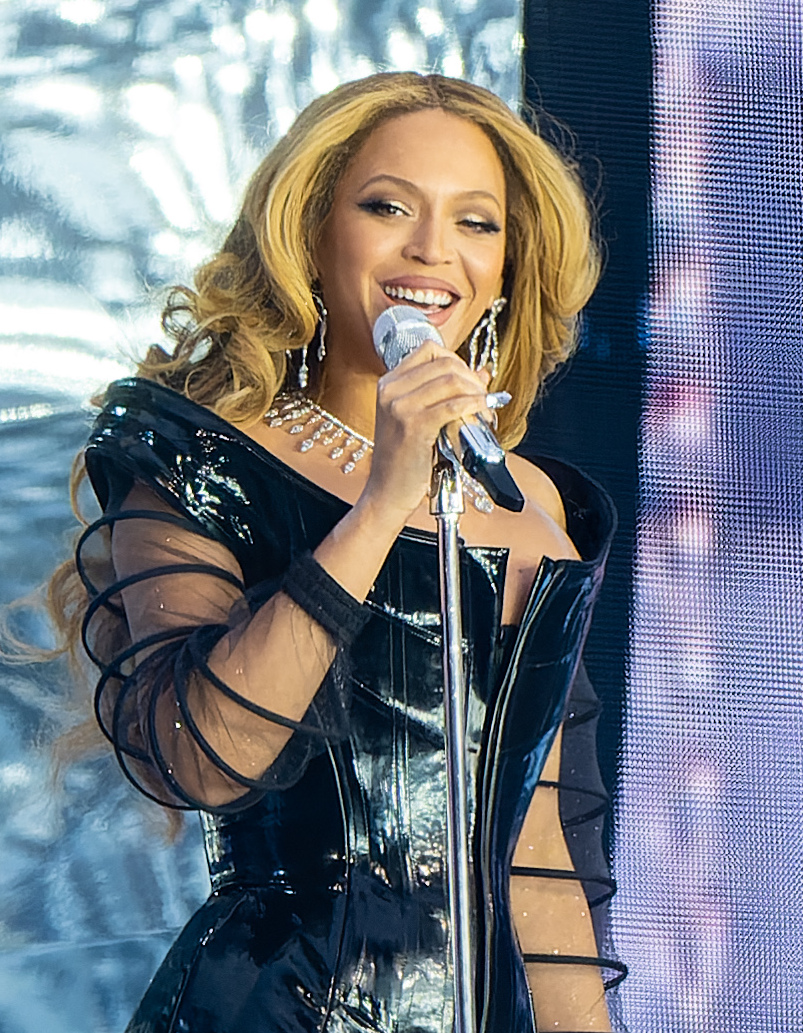
Beyoncé è stata elogiata per la sua performance sul palco e la sua produzione dello spettacolo

Il tour è stato acclamato della  critica musicale, che ha elogiato la spettacolarità della produzione, delle scenografie e la prestazione di Beyoncé, sia dal punto di vista vocale che di presenza scenica.
In una recensione a cinque stelle per The Guardian, Malcolm Jack ha dichiarato il tour «il più grande spettacolo pop sulla Terra», spingendo «l'intrattenimento dal vivo del XXI secolo a un altro sontuoso balzo in avanti». Neil McCormick, critico musicale del The Telegraph, ha anch'egli assegnato allo spettacolo 5 stelle su 5, affermando che «abbiamo assistito ad un'enorme quantità di stravaganze multimediali e spettacoli pop all'avanguardia, ma questo è stato qualcosa di diverso: un club fantascientifico su scala da stadio, la più grande discoteca dell'universo conosciuto», elogiando inoltre il «canto assurdamente potente» di Beyoncé che «riempie ogni anfratto».
In una recensione per Evening Standard, Emma Loffhagen ha scritto che il tour si spinge «ai confini della tecnologia performativa del XXI secolo», con innovazioni che riguardano i costumi, oggetti scenici e visual. La critica musicale Kitty Empire ha dichiarato per il The Observer che il tour è stato una «masterclass» per gli altri artisti, descrivendolo come una «strepitosa afrofuturista, progressiva, che abbraccia la comunità LGBTQ+» e che incoraggia gli spettatori a sentirsi gioiosi e liberati dagli stereotipi della società. Brittany Spanos di Rolling Stone lo ha descritto come uno «spettacolo unico nella vita», lodando la performance vocale di Beyoncé e l'interazione con il pubblico.
André-Naquian Wheeler, recensendo il tour per Vogue, ha dichiarato che Beyoncé «ha stravolto il tipico modello di spettacolo da stadio e lo ha trasformato in un format in continua evoluzione», portandolo «a livelli senza precedenti». Wheeler analizza anche il look dello show come espressione  «dell'estetica sonora e visiva ispirata al ballo di Renaissance», un modo per la cantante di «usare la moda come mezzo per segnalare silenziosamente una connessione e un apprezzamento verso una cultura o una comunità».

## Riconoscimenti
Billboard Music Award
- 2023 – Miglior artista in un tour R&B

MTV Video Music Awards
- 2023 – Candidatura al miglior show estivo

Pollstar Awards
- 2024 – Tour R&B dell'anno
- 2024 – Candidatura al miglior tour dell'anno
- 2024 – Candidatura al tour Pop dell'anno

## Scaletta
La seguente è la scaletta corrispondente allo spettacolo di apertura a Stoccolma del 10 maggio 2023.
Apertura - The Signboard
1. Dangerously in Love 2
2. Flaws and All
3. 1+1 / I'm Going Down
4. I Care

I atto - Welcome to the Renaissance
1. I'm That Girl (contiene elementi di Apeshit)
2. Cozy
3. Alien Superstar (contiene elementi di Sweet Dreams)
4. Lift Off

II atto - Motherboard
1. Cuff It / Cuff It (Wetter Remix) (contiene elementi di A Night to Remember e Love You Down)
2. Energy (contiene elementi di End of Time)
3. Break My Soul / Break My Soul (The Queens Remix) (contiene elementi di Shake Your Body (Down to the Ground))

III atto - Opulence
1. Formation
2. Diva (contiene elementi di Countdown e Just Wanna Rock)
3. Run the World (Girls)
4. My Power (contiene elementi di Tanzania e Alright)
5. Black Parade
6. Savage (Remix) (contiene elementi di Yoncé)
7. Partition

IV atto - Anointed
1. Church Girl (contiene elementi di Ego)
2. Get Me Bodied
3. Before I Let Go (contiene elementi di Freakum Dress)
4. Rather Die Young
5. Love on Top (contiene elementi di I Want You Back)
6. Crazy in Love (contiene elementi di Work It Out, Green Light e Freedom)

V atto - Anointed pt. 2
1. Plastic Off the Sofa
2. Virgo's Groove / Naughty Girl (contiene elementi di Rocket, Cater 2 U, Signs, Speechless, Say My Name, e Dance for You)
3. Move (contiene elementi di Move Ya Body)
4. Heated

VI atto - Memories Run Through My Wires
1. Thique (contiene elementi di End of Time e Toxic)
2. All Up in Your Mind
3. Drunk in Love

VII atto - Mind Control
1. America Has a Problem
2. Pure/Honey (contiene elementi di Blow e seguito da un tributo alla ball culture)

Encore
1. Summer Renaissance

### Variazioni
1. Solo nella prima data di Stoccolma, nella terza data di Atlanta, tutte le tre date di Inglewood, tutte le due date a Houston e le ultime due date del tour a New Orleans e Kansas City sono state eseguite Thique, All Up in Your Mind e Drunk in Love;
2. A partire dalla data di Edimburgo, America Has a Problem viene eseguita in versione remix con Kendrick Lamar[72];
3. A partire dallo spettacolo del 26 maggio di Saint-Denis, Blue Ivy Carter, figlia di Beyoncé, si è occasionalmente unita alla madre per eseguire My Power e Black Parade[73]. In seguito è stata aggiunta al corpo di ballo nei crediti ufficiali del tour[74];
4. Sempre a partire dallo show di Saint-Denis, dopo I Care viene eseguita River Deep - Mountain High come tributo alla scomparsa Tina Turner[75];
5. Nei secondi show di Varsavia e Landover non sono state eseguite Rather Die Young e Love on Top;
6. Dal primo show di East Rutherford vengono usati audio differenti per gli interludi, fra cui Delresto (Echoes) durante l'interludio Welcome to the Renaissance.
7. A partire da Atlanta viene eseguita Church Girl con una intro differente;
8. Durante lo spettacolo del 4 settembre 2023 a Los Angeles, Diana Ross si è esibita con Love Hangover e ha cantato Happy Birthday per il compimento dei 42 anni di Beyoncé.[76] Kendrick Lamar si è unito a Beyoncé sul palco per eseguire la sua strofa sul remix di America Has a Problem.[77]
9. Durante gli spettacoli del 23 e 24 settembre 2023 a Houston, Megan Thee Stallion si è esibita con Beyoncé nel brano Savage (Remix).[78]

## Date
| Data              | Città                | Stato       | Luogo                            | Pubblico                     | Incasso      |
| Europa            | Europa               | Europa      | Europa                           | Europa                       | Europa       |
| ----------------- | -------------------- | ----------- | -------------------------------- | ---------------------------- | ------------ |
| 10 maggio 2023    | Stoccolma            | Svezia      | Friends Arena                    | 90.169 / 90.169              | $10.825.038  |
| 11 maggio 2023    | Stoccolma            | Svezia      | Friends Arena                    | 90.169 / 90.169              | $10.825.038  |
| 14 maggio 2023    | Bruxelles            | Belgio      | Stadio Re Baldovino              | 53.062 / 53.062              | $7.193.042   |
| 17 maggio 2023    | Cardiff              | Regno Unito | Principality Stadium             | 52.756 / 52.756              | $7.426.645   |
| 20 maggio 2023    | Edimburgo            | Regno Unito | BT Murrayfield Stadium           | 55.834 / 55.834              | $8.485.139   |
| 23 maggio 2023    | Sunderland           | Regno Unito | Stadium of Light                 | 44.790 / 44.790              | $6.727.118   |
| 26 maggio 2023    | Saint-Denis          | Francia     | Stade de France                  | 68.624 / 68.624              | $10.081.566  |
| 29 maggio 2023    | Londra               | Regno Unito | Tottenham Hotspur Stadium        | 240.330 / 240.330            | $42.109.921  |
| 30 maggio 2023    | Londra               | Regno Unito | Tottenham Hotspur Stadium        | 240.330 / 240.330            | $42.109.921  |
| 1º giugno 2023    | Londra               | Regno Unito | Tottenham Hotspur Stadium        | 240.330 / 240.330            | $42.109.921  |
| 3 giugno 2023     | Londra               | Regno Unito | Tottenham Hotspur Stadium        | 240.330 / 240.330            | $42.109.921  |
| 4 giugno 2023     | Londra               | Regno Unito | Tottenham Hotspur Stadium        | 240.330 / 240.330            | $42.109.921  |
| 8 giugno 2023     | Barcellona           | Spagna      | Stadio olimpico Lluís Companys   | 52.889 / 52.889              | $7.395.529   |
| 11 giugno 2023    | Marsiglia            | Francia     | Orange Vélodrome                 | 56.352 / 56.352              | $7.769.010   |
| 15 giugno 2023    | Colonia              | Germania    | RheinEnergieStadion              | 41.166 / 41.166              | $5.952.252   |
| 17 giugno 2023    | Amsterdam            | Paesi Bassi | Johan Cruijff Arena              | 97.657 / 97.657              | $14.221.976  |
| 18 giugno 2023    | Amsterdam            | Paesi Bassi | Johan Cruijff Arena              | 97.657 / 97.657              | $14.221.976  |
| 21 giugno 2023    | Amburgo              | Germania    | Volksparkstadion                 | 43.335 / 43.335              | $6.305.062   |
| 24 giugno 2023    | Francoforte sul Meno | Germania    | Deutsche Bank Park               | 42.280 / 42.280              | $6.595.823   |
| 27 giugno 2023    | Varsavia             | Polonia     | PGE Narodowy                     | 108.141 / 108.141            | $13.269.598  |
| 28 giugno 2023    | Varsavia             | Polonia     | PGE Narodowy                     | 108.141 / 108.141            | $13.269.598  |
| Nord America      |                      |             |                                  |                              |              |
| 8 luglio 2023     | Toronto              | Canada      | Rogers Centre                    | 76.578 / 76.578              | $18.297.928  |
| 9 luglio 2023     | Toronto              | Canada      | Rogers Centre                    | 76.578 / 76.578              | $18.297.928  |
| 12 luglio 2023    | Filadelfia           | Stati Uniti | Lincoln Financial Field          | 52.181 / 52.181              | $11.976.831  |
| 15 luglio 2023    | Nashville            | Stati Uniti | Nissan Stadium                   | 44.742 / 44.742              | $9.412.176   |
| 17 luglio 2023    | Louisville           | Stati Uniti | L&N Federal Credit Union Stadium | 41.818 / 41.818              | $6.450.896   |
| 20 luglio 2023    | Minneapolis          | Stati Uniti | Huntington Bank Stadium          | 39.415 / 39.415              | $8.217.178   |
| 22 luglio 2023    | Chicago              | Stati Uniti | Soldier Field                    | 97.686 / 97.686              | $30.115.863  |
| 23 luglio 2023    | Chicago              | Stati Uniti | Soldier Field                    | 97.686 / 97.686              | $30.115.863  |
| 26 luglio 2023    | Detroit              | Stati Uniti | Ford Field                       | 44.554 / 44.554              | $9.963.756   |
| 29 luglio 2023    | East Rutherford      | Stati Uniti | MetLife Stadium                  | 106.056 / 106.056            | $33.082.997  |
| 30 luglio 2023    | East Rutherford      | Stati Uniti | MetLife Stadium                  | 106.056 / 106.056            | $33.082.997  |
| 1º agosto 2023    | Foxborough           | Stati Uniti | Gillette Stadium                 | 49.740 / 49.740              | $13.801.160  |
| 5 agosto 2023     | Landover             | Stati Uniti | FedExField                       | 97.909 / 97.909              | $29.392.299  |
| 6 agosto 2023     | Landover             | Stati Uniti | FedExField                       | 97.909 / 97.909              | $29.392.299  |
| 9 agosto 2023     | Charlotte            | Stati Uniti | Bank of America Stadium          | 53.612 / 53.612              | $12.227.012  |
| 11 agosto 2023    | Atlanta              | Stati Uniti | Mercedes-Benz Stadium            | 156.317 / 156.317            | $39.849.890  |
| 12 agosto 2023    | Atlanta              | Stati Uniti | Mercedes-Benz Stadium            | 156.317 / 156.317            | $39.849.890  |
| 14 agosto 2023    | Atlanta              | Stati Uniti | Mercedes-Benz Stadium            | 156.317 / 156.317            | $39.849.890  |
| 16 agosto 2023    | Tampa                | Stati Uniti | Raymond James Stadium            | 55.408 / 55.408              | $13.158.166  |
| 18 agosto 2023    | Miami Gardens        | Stati Uniti | Hard Rock Stadium                | 47.487 / 47.487              | $14.362.704  |
| 21 agosto 2023    | Saint Louis          | Stati Uniti | The Dome at America's Center     | 45.836 / 45.836              | $7.064.451   |
| 24 agosto 2023    | Glendale             | Stati Uniti | State Farm Stadium               | 54.705 / 54.705              | $8.226.165   |
| 26 agosto 2023    | Paradise             | Stati Uniti | Allegiant Stadium                | 86.466 / 86.466              | $25.784.512  |
| 27 agosto 2023    | Paradise             | Stati Uniti | Allegiant Stadium                | 86.466 / 86.466              | $25.784.512  |
| 30 agosto 2023    | Santa Clara          | Stati Uniti | Levi's Stadium                   | 49.613 / 49.613              | $15.402.846  |
| 1º settembre 2023 | Inglewood            | Stati Uniti | SoFi Stadium                     | 155.567 / 155.567            | $45.540.402  |
| 2 settembre 2023  | Inglewood            | Stati Uniti | SoFi Stadium                     | 155.567 / 155.567            | $45.540.402  |
| 4 settembre 2023  | Inglewood            | Stati Uniti | SoFi Stadium                     | 155.567 / 155.567            | $45.540.402  |
| 11 settembre 2023 | Vancouver            | Canada      | BC Place                         | 38.342 / 38.342              | $7.900.024   |
| 14 settembre 2023 | Seattle              | Stati Uniti | Lumen Field                      | 56.763 / 56.763              | $12.459.518  |
| 21 settembre 2023 | Arlington            | Stati Uniti | AT&T Stadium                     | 52.953 / 52.953              | $13.849.491  |
| 23 settembre 2023 | Houston              | Stati Uniti | NRG Stadium                      | 123.308 / 123.308            | $31.332.332  |
| 24 settembre 2023 | Houston              | Stati Uniti | NRG Stadium                      | 123.308 / 123.308            | $31.332.332  |
| 27 settembre 2023 | New Orleans          | Stati Uniti | Caesars Superdome                | 49.265 / 49.265              | $10.802.708  |
| 1º ottobre 2023   | Kansas City          | Stati Uniti | GEHA Field at Arrowhead Stadium  | 53.150 / 53.150              | $9.290.057   |
| Totale            | Totale               | Totale      | Totale                           | 2.776.855 / 2.776.855 (100%) | $579.813.546 |

### Cancellazioni
| Data          | Città        | Stato        | Luogo            | Causa              |
| Nord America  | Nord America | Nord America | Nord America     | Nord America       |
| ------------- | ------------ | ------------ | ---------------- | ------------------ |
| 3 agosto 2023 | Pittsburgh   | Stati Uniti  | Acrisure Stadium | Problemi logistici |

### Annotazioni
1. ↑  Accoglienza
2. ↑  Accoglienza

### Fonti
1. 1 2  (EN) Jem Aswad, Beyonce Announces 'Renaissance' Stadium Tour and Dates, su variety.com, Variety, 1º febbraio 2023.
2. ↑  (EN) Joe Coscarelli, Beyoncé’s ‘Renaissance’ Film Coming to Movie Theaters, in The New York Times, 2 ottobre 2023. URL consultato il 7 dicembre 2023.
3. ↑  (EN) Beyoncé Quietly Confirmed Summer 2023 ‘Renaissance’ Tour at Charity Auction, su rollingstone.com.
4. ↑  (EN) Beyoncé Announces Renaissance World Tour, su pitchfork.com.
5. ↑  (EN) Simon Boyle, Inside Beyonce's spectacular new tour set to make her eye-watering amount, su The Sun, 11 maggio 2023. URL consultato il 23 giugno 2023.
6. ↑  (EN) Beyoncé dances with giant robot arms on opening night of Renaissance World Tour - CBS News, su CBS News, 10 maggio 2023. URL consultato il 23 giugno 2023.
7. ↑  (EN) Hunter Harris, The Renaissance Started in Sweden, su Vulture, 13 maggio 2023. URL consultato il 23 giugno 2023.
8. ↑  (EN) Charlotte Collins, Unpacking the Symbolism of Queen Bey’s Disco Cowboy Wonderland, su Architectural Digest, 26 maggio 2023. URL consultato il 23 giugno 2023.
9. ↑   Brittany Spason, Beyoncé è un robot: ecco cos’è successo alla prima data del tour di ‘Renaissance’, su Rolling Stone Italia, 11 maggio 2023. URL consultato il 23 giugno 2023.
10. ↑  (EN) Cydney Yeates, Beyoncé's Set Designer Breaks Down Epic Renaissance Tour Staging, su HuffPost, 30 maggio 2023. URL consultato il 23 giugno 2023.
11. ↑  (EN) Rania Aniftos, Beyoncé Unveils Full List of Renaissance Tour Credits, su Billboard, 17 maggio 2023. URL consultato il 23 giugno 2023.
12. ↑  (EN) André-Naquian Wheeler, Beyoncé’s Renaissance Tour Looks Are Club-Ready Couture, su Vogue, 10 maggio 2023. URL consultato il 23 giugno 2023.
13. 1 2  (EN) André-Naquian Wheeler, Beyoncé’s ‘Renaissance’ World Tour Wardrobe Is Fashion Diplomacy at Its Finest, su Vogue, 13 giugno 2023. URL consultato il 23 giugno 2023.
14. ↑  (EN) Jessica Davis, Inside Beyoncé's 'Renaissance' world tour wardrobe – all her bespoke looks, su Harper's Bazaar, 22 giugno 2023. URL consultato il 23 giugno 2023.
15. ↑  (EN) Matthew Velasco, Beyoncé Added a Hooded Crimson Bodysuit To Her 'Renaissance' Wardrobe, su W Magazine, 22 giugno 2023. URL consultato il 23 giugno 2023.
16. ↑  (EN) Alyssa Bailey, Beyoncé Wore a Sheer Black Corset Dress on Her Renaissance Tour, su Elle, 2 giugno 2023. URL consultato il 23 giugno 2023.
17. 1 2  (EN) Surej Singh, Here's what Beyoncé performed during her 'Renaissance' tour kickoff, su NME, 11 maggio 2023. URL consultato il 23 giugno 2023.
18. 1 2 3 4 5 6  (EN) Steffanee Wang, A Complete Recap Of Beyoncé's Space-Futuristic 'Renaissance' Tour, su Nylon, 11 maggio 2023. URL consultato il 23 giugno 2023.
19. 1 2 3 4 5  (EN) Brittany Spanos, Here's Everything That Happened During Beyoncé's Once-in-a-Lifetime 'Renaissance' Tour Opener, su Rolling Stone, 11 maggio 2023. URL consultato il 23 giugno 2023.
20. ↑  (EN) Katie Atkinson e Rania Aniftos, Beyoncé’s Full Setlist for Renaissance Tour Opening Night in Stockholm, su Billboard, 11 maggio 2023. URL consultato il 23 giugno 2023.
21. 1 2  (EN) Bilal Qureshi, Beyoncé's 'Renaissance' tour remixes her archive for an intergalactic future: NPR, su National Public Radio, 11 maggio 2023. URL consultato il 23 giugno 2023 (archiviato dall'url originale il 12 maggio 2023).
22. ↑  (EN) Rania Aniftos, Beyonce Celebrates World Tour Kickoff With Stunning Teaser Clip: ‘Welcome to Renaissance’, su Billboard, 11 maggio 2023. URL consultato il 23 giugno 2023.
23. ↑  (EN) Starr Savoy, Beyoncé Plays Renaissance World Tour Opener in Sweden, Dances to Lil Uzi Vert's "Just Wanna Rock", su Complex, 11 maggio 2023. URL consultato il 23 giugno 2023.
24. ↑  (EN) Jo Vito, Beyoncé literally rode a tank at the kick-off of her "Renaissance World Tour", su Consequence, 11 maggio 2023. URL consultato il 23 giugno 2023.
25. ↑  (EN) Nina Corcoran, Beyoncé Brings Out Blue Ivy for Choreographed Dance at Paris Show, su Pitchfork, 27 maggio 2023. URL consultato il 23 giugno 2023.
26. ↑  (EN) Asia Grace, Beyoncé's color-changing 'Renaissance' tour outfit revealed, su New York Post, 11 maggio 2023. URL consultato il 23 giugno 2023.
27. 1 2  (EN) Jack Gray, Beyoncé Renaissance world tour: What to expect from Queen Bey, in BBC News, 11 maggio 2023. URL consultato il 23 giugno 2023.
28. ↑  (EN) All the songs on Beyoncé's 'Renaissance' set list, su Capital. URL consultato il 23 giugno 2023.
29. ↑  (EN) Starr Bowenbank, Beyonce Sends Fans Into a Frenzy by Sampling Britney Spears’ ‘Toxic’ at First Renaissance Tour Stop in Sweden, su Billboard, 11 maggio 2023. URL consultato il 23 giugno 2023.
30. ↑   Alyssa Morin, Beyoncé Handles Minor Wardrobe Malfunction With Ease During Renaissance Show, su E!, 7 giugno 2023. URL consultato il 23 giugno 2023.
31. ↑  (EN) Thania Garcia, Beyoncé Renaissance Tour: The Full Setlist From Opening Night, su Variety, 11 maggio 2023. URL consultato il 23 giugno 2023.
32. ↑  (EN) Beyoncé's Renaissance tour: Intergalactic explosion of fun, in BBC News, 30 maggio 2023. URL consultato il 23 giugno 2023.
33. ↑  (EN) Grant Rindner, Here’s What the Beyhive Is Saying About Beyoncé’s Renaissance Tour Kickoff, su GQ, 11 maggio 2023. URL consultato il 23 giugno 2023.
34. 1 2  (EN) Darreonna Davis, Beyoncé’s Renaissance World Tour Shatters Record For Highest-Grossing Month, Report Says, su Forbes, 28 settembre 2023. URL consultato il 3 ottobre 2023.
35. ↑  (EN) Tina Benitez-Eves, Beyoncé's Renaissance World Tour Reaches All-Time High with Single Month Earning, su American Songwriter, 24 agosto 2023. URL consultato il 25 agosto 2023.
36. ↑  (EN) Eric Frankenberg, Beyoncé Posts Biggest One-Month Gross in Boxscore History With Renaissance World Tour, su Billboard, 24 agosto 2023. URL consultato il 24 agosto 2023.
37. 1 2  (EN) Eric Frankenberg, Beyoncé Re-Sets Monthly Boxscore Record With $179 Million in August, su Billboard, 28 settembre 2023. URL consultato il 3 ottobre 2023.
38. ↑  (EN) Eric Frankenberg, Here’s How Beyoncé’s $580M Renaissance World Tour Stacks Up in the Billboard Boxscore, su Billboard, 13 ottobre 2023. URL consultato il 15 ottobre 2023.
39. ↑  (EN) Steven J. Horowitz, Beyoncé’s Renaissance World Tour Earns $579 Million, su Variety, 3 ottobre 2023. URL consultato il 3 ottobre 2023.
40. ↑  (EN) Taylor Swift opens up about Beyonce tour ‘rivalry’, su The Independent, 6 dicembre 2023. URL consultato il 7 dicembre 2023.
41. ↑  (EN) Cillea Houghton, Beyonce's Renaissance World Tour Is Highest Grossing of Any R&B Artist, su American Songwriter, 8 agosto 2023. URL consultato il 25 agosto 2023.
42. ↑  (EN) Ethan Millman, Beyoncé Tickets Aren’t on Sale Yet. Scalpers Are Trying to Sell Them for Thousands, su Rolling Stone, 2 febbraio 2023. URL consultato il 3 ottobre 2023.
43. ↑  (EN) Eric Frankenberg, Beyoncé’s Renaissance World Tour: How Much Money Could It Make?, su Billboard, 1º febbraio 2023. URL consultato il 3 ottobre 2023.
44. ↑  (EN) Rania Aniftos, Beyoncé Reveals Extension to Renaissance World Tour Due to Fan Demand, su Billboard, 2 febbraio 2023. URL consultato il 3 ottobre 2023.
45. ↑  (EN) As it happened: Fans scrambled to get Beyoncé pre-sale tickets in Cardiff following O2 Priority chaos, su walesonline.co.uk.
46. ↑  (EN) Beyoncé ticket rush begins as pre-sale opens for UK tour dates, su bbc.com.
47. ↑  (EN) Beyoncé: Huge rush to book Renaissance world tour tickets crashes O2 Priority website and app, su standard.co.uk.
48. 1 2 3 4 5  (PT) The running for tickets to Beyoncé's concerts has just begun: millions of fans in queue during presale, su mag.sapo.pt.
49. ↑  (EN) Beyonce presale crashes AGAIN as fans fume about failing to get tickets, su mirror.co.uk.
50. ↑  (EN) Beyonce Renaissance tour: More than 400,000 in queue for pre-sale tickets, su standard.co.uk.
51. 1 2  (EN) As it happened: Beyoncé adds new dates to Renaissance 2023 tour as MILLIONS of fans scramble to get tickets, su walesonline.co.uk.
52. ↑  (EN) Beyoncé tour: UK fans snap up tickets despite Ticketmaster glitches, su bbc.com.
53. 1 2  (EN) Recap: Beyonce tickets live as one million fans join London virtual queues for FIVE Tottenham Hotspur Stadium gigs, su mylondon.news.
54. ↑  (EN) Renaissance tour tickets: Beyoncé adds ‘fifth and final’ London date [collegamento interrotto], su consent.yahoo.com.
55. ↑  (EN) Hotel prices on night of Beyoncé's 2023 Sunderland show soar to £500 plus a night, su chroniclelive.co.uk.
56. ↑  (FR) Beyoncé en concert à Paris et Marseille : où trouver un billet ?, su linternaute.com.
57. 1 2  (FR) Concerts de Beyoncé : « La billetterie du Stade de France a crashé », su leparisien.fr.
58. ↑  (NL) Tickets concerten Beyoncé in Amsterdam ‘zo goed als’ uitverkocht.
59. ↑  (EN) Tickets for Beyoncé’s 1st concert of world tour sell out, su independent.co.uk.
60. ↑  (EN) Twitter Is Having A Meltdown Over Buying Beyoncé Renaissance Tour Tickets, su bustle.com.
61. ↑  (EN) BEYONCÉ RETURNS TO THE GLOBAL STAGE FOR HER RENAISSANCE WORLD TOUR, su vergemagazine.co.uk.
62. ↑  (EN) Beyoncé Adds 7 New Stops to 'Renaissance World Tour,' Tickets Will Go On Sale February 6, su etonline.com.
63. ↑   Matt Levy, Beyoncé 'Renaissance' Tour review: Why you need to get tickets now, su New York Post, 8 giugno 2023. URL consultato il 26 giugno 2023.
64. ↑   El Hunt, Beyoncé live in London: joy aplenty at the summer's glitziest tour, su NME, 30 maggio 2023. URL consultato il 26 giugno 2023.
65. ↑  (EN) Malcolm Jack, Beyoncé: Renaissance World Tour review – a dizzying three-hour spectacular, in The Guardian, 11 maggio 2023. URL consultato il 26 giugno 2023.
66. ↑  (EN) Neil McCormick, Beyoncé Renaissance World Tour, Cardiff, review: She came, she sang, she conquered, in The Telegraph, 18 maggio 2023. URL consultato il 26 giugno 2023.
67. ↑   Emma Loffhagen, Beyoncé Renaissance World Tour: All the songs and best moments from opening night, su Evening Standard, 11 maggio 2023. URL consultato il 26 giugno 2023.
68. ↑  (EN) Kitty Empire, Beyoncé review – a spangled supernova of joy, in The Observer, 20 maggio 2023. URL consultato il 26 giugno 2023.
69. ↑  (EN) Katie Atkinson, Billboard Music Awards 2023 Winners: Full List, su Billboard, 20 novembre 2023. URL consultato il 26 novembre 2023.
70. ↑  (EN) 2023 VMAs winners: See the full list, su Entertainment Weekly, 13 settembre 2023. URL consultato il 26 novembre 2023.
71. ↑   Pollstar Awards 2024, su Pollstar. URL consultato il 26 novembre 2023 (archiviato dall'url originale il 21 maggio 2024).
72. ↑  (EN) Isobel Lewis, Beyoncé releases surprise ‘America Has a Problem’ remix featuring Kendrick Lamar, su The Independent, 20 maggio 2023. URL consultato il 23 giugno 2023.
73. ↑  (EN) Eddie Fu, Blue Ivy joins Beyoncé on stage for "My Power" in Paris, su Consequence, 26 maggio 2023. URL consultato il 23 giugno 2023.
74. ↑  (EN) Quinci LeGardye, Beyoncé's Daughter Blue Ivy Just Joined Her Onstage at the Renaissance Tour, su Harper's Bazaar, 26 maggio 2023. URL consultato il 23 giugno 2023.
75. ↑  (EN) Lars Brandle, Beyoncé Salutes Tina Turner With Performance of ‘River Deep – Mountain High’: Watch, su Billboard, 30 maggio 2023. URL consultato il 23 giugno 2023.
76. ↑   Beyoncé, Diana Ross le canta Happy Birthday durante un concerto, su Agenzia ANSA, 5 settembre 2023. URL consultato l'8 ottobre 2023.
77. ↑  (EN) Kyle Denis, Beyoncé & Kendrick Lamar Perform ‘America Has a Problem’ Live for First Time on Renaissance Tour, su Billboard, 5 settembre 2023. URL consultato l'8 ottobre 2023.
78. ↑   Matthew Strauss, Beyoncé and Megan Thee Stallion Perform “Savage Remix” Live Together for the First Time, su Pitchfork, 24 settembre 2023. URL consultato l'8 ottobre 2023.